# Matilda (phim 2017)
Matilda (tiếng Nga: Матильда) là một bộ phim lịch sử lãng mạn của Nga do đạo diễn Alexey Uchitel sản xuất năm 2017. Nó đã được phát hành tại các rạp chiếu phim vào ngày 26 tháng 10 năm 2017. Phim kể về mối quan hệ giữa vũ nữ Ba Lê người Ba Lan Matilda Kshesinskaya và Nikolai II của Nga.
Việc trình chiếu bộ phim trở thành chủ đề của một cuộc xung đột công khai bắt đầu từ tháng 11 năm 2016. Các yếu tố xung đột bao gồm tranh cãi khốc liệt, các cố gắng cấm phim, các vụ đe dọa các nhà phân phối phim và đốt phá.
Buổi chiếu ra mắt bộ phim diễn ra vào ngày 23 tháng 10 năm 2017 tại Nhà hát Mariinsky ở St. Petersburg.

## Cốt truyện
Bộ phim kể về mối quan hệ lãng mạn giữa người thừa kế ngai vàng của Nga, Nikolay Romanov, và vũ công ballet của Nhà hát Imperial, Matilda Kshesinskaya, từ thời thái tử được 22 tuổi và vũ công 18 tuổi vào năm 1890 và cho đến lễ đăng quang của Nikolay và vợ ông Aleksandra Fedorovna năm 1896.

## Phát hành
Các đài truyền hình Nga đã từ chối trình chiếu đoạn giới thiệu phim, đặc biệt sau khi Thượng phụ của Moskva và toàn Nga chỉ trích cuốn phim "chỉ ức đoán và cảnh báo, nó làm thương tổn tình cảm con người". Những người theo chính thống giáo và bảo hoàng kích động chống lại cuốn phim, trong nhiều tháng đã có những vụ tấn công vào văn phòng của đạo diễn cả bằng cocktail Molotov, cũng như đốt xe. Tờ báo của chính quyền Nga Rossijskaja gaseta mười một ngày trước khi ra mắt vào ngày 23 tháng 10 cho rằng nghệ thuật không phải là luôn gắn liền với thực tế của lịch sử, nhưng luôn viết lại nó, và cho cuốn phim là một câu chuyện cổ tích. Điện Kremlin tuy lên án bạo lực cực đoan, nhưng lại dành quyền cho mỗi địa phương, mỗi vùng quyết định cho chiếu phim hay không « tùy theo truyền thống và phong tục tập quán của cư dân sở tại ».
Những người Nga theo quan điểm truyền thống và Giáo hội Chính Thống cho rằng cuốn phim này là một sự báng bổ, bởi họ coi vị vua cuối cùng của nước Nga là một thánh tử đạo. Sự chống đối cho thấy sự trỗi dậy của một phong trào cực đoan mới, dữ dội hiếm thấy, trong đạo Chính Thống Nga. Đạo diễn cuốn phim, ông Aleksei Outchitel tâm sự: ‘‘Việc phim được công chiếu không phải là một vinh quang đối với Matilda, cũng không phải với cá nhân tôi; đây là chiến thắng của lương tri, của tất cả những người có lương tri. Tôi tin tưởng là những người đó là đa số đông đảo tại đất nước này’’. Ông nói thêm: ‘‘Phe Chính thống giáo hung tợn’’, những người lên án bộ phim ‘‘đi ngược lại chính bản thân đạo Chính Thống’’.